# Sikkelklaver
Sikkelklaver (Medicago falcata) is een plantensoort uit de vlinderbloemenfamilie (Fabaceae).

## Determinatie
Sikkelkaver is een overblijvende, kruidachtige plant die een hoogte bereikt van 20–25 cm. Ze heeft een dicht vertakt wortelstelsel en liggende en halfopgerichte stengels. Het samengestelde blad van sikkelklaver heeft drie lancetvormige blaadjes. De bloemen verschijnen tussen juni en september in trosjes op lange stengels in de bladoksels. Tijdens de vruchtzetting vormt ze zwart wordende, sikkelvormige peulvruchten. Hieraan dankt de soort haar Nederlandse triviale naam.

### Gelijkende taxa
Sikkelklaver kan sterk lijken op bonte luzerne (de hybride tussen sikkelklaver en luzerne). Bonte luzerne heeft veelal ook grotendeels gele bloemen, maar er zitten in ieder geval op elk exemplaar altijd ook enkele paarsachtig of groenig aangelopen bloemen tussen.

## Ecologie
Sikkelklaver komt voor op droge, kalkrijke, mesotrofe tot meso-oligotrofe zandgronden. Ze komt voornamelijk voor in graslanden op de hogere delen van zandige oeverwallen.

### Syntaxonomie
In de syntaxonomie staat sikkelklaver te boek als kensoort voor de associatie van sikkelklaver en zachte haver (Medicagini-Avenetum pubescentis), een zeer bloemrijke plantengemeenschap van kalkrijke zandgronden langs de grote rivieren. Verder kan de soort ook optreden in de kweekdravik-associatie, de associatie van vetkruid en tijm en de glanshaver-associatie.
Het is tevens een indicatorsoort voor het mesofiel hooiland (hu) subtype 'Droge stroomdalgraslanden', een karteringseenheid in de Biologische Waarderingskaart (BWK) van Vlaanderen en het Brussels Hoofdstedelijk Gewest.

## Verspreiding
Het verspreidingsgebied van sikkelklaver is groot strekt zich uit over heel  Europa en Azië.

## Toepassingen
Vroeger werd sikkelklaver vaak als veevoeder gebruikt.